# Delomerista masoni
Delomerista masoni är en stekelart som beskrevs av Gupta 1982. Delomerista masoni ingår i släktet Delomerista och familjen brokparasitsteklar. Inga underarter finns listade i Catalogue of Life.